# Leptothorax praecreolus
Leptothorax praecreolus är en myrart som beskrevs av De Andrade 1992. Leptothorax praecreolus ingår i släktet smalmyror, och familjen myror. Inga underarter finns listade i Catalogue of Life.